# Campo Nuevo, Santiago Yaveo
Campo Nuevo är en ort i Mexiko.   Den ligger i kommunen Santiago Yaveo och delstaten Oaxaca, i den sydöstra delen av landet, 400 km sydost om huvudstaden Mexico City. Campo Nuevo ligger 86 meter över havet och antalet invånare är 192.
Terrängen runt Campo Nuevo är huvudsakligen platt. Campo Nuevo ligger nere i en dal. Runt Campo Nuevo är det ganska glesbefolkat, med 24 invånare per kvadratkilometer. Närmaste större samhälle är San Felipe Cihualtepec, 13,7 km öster om Campo Nuevo. I omgivningarna runt Campo Nuevo växer i huvudsak städsegrön lövskog.